# Saint-Lumine-de-Clisson
 Saint-Lumine-de-Clisson  es una población y comuna francesa, situada en la región de Países del Loira, departamento de Loira Atlántico, en el distrito de Nantes y cantón de Clisson.

## Demografía
| 956 | 1013 | 997 | 1189 | 1255 | 1348 |
| Para los censos de 1962 a 1999 la población legal corresponde a la población sin duplicidades (Fuente: INSEE [Consultar]) |      |     |      |      |      |